# Афганистан на летних Олимпийских играх 2004
Афганистан принимал участие в летних Олимпийских играх 2004 года, которые проходили в Афинах (Греция) с 13 по 29 августа, где его представляли 5 спортсменов в четырёх видах спорта. На церемонии открытия Олимпийских игр флаг Афганистана несла тренер Неема Суратгар.
Афганистан возвратился в число участников Олимпийских игр. Он не участвовал в летних Олимпийских играх 2000 года, так как был отстранён от спортивных состязаний с 1999 по 2002 год в связи с захватом власти режима талибов. На этих Олимпийских впервые в составе Афганистана выступали женщины: Фриба Разаи в дзюдо и Робина Мукимьяр в лёгкой атлетике.

## Состав и результаты

### Бокс
| Соревнование | Спортсмены       | 1/16 финала          | 1/8 финала           | Четвертьфинал        | Полуфинал            | Финал                | Место |
| Соревнование | Спортсмены       | Соперник Результат   | Соперник Результат   | Соперник Результат   | Соперник Результат   | Соперник Результат   | Место |
| ------------ | ---------------- | -------------------- | -------------------- | -------------------- | -------------------- | -------------------- | ----- |
| до 67 кг     | Башармал Султани | EGYМ. Хикаль П 12:40 | Завершил выступление | Завершил выступление | Завершил выступление | Завершил выступление | 17    |

### Борьба
Мужчины
Вольная борьба
| Соревнование | Спортсмены          | Отборочный раунд    | Отборочный раунд     | Отборочный раунд | Четвертьфинал        | Полуфинал            | Финал                | Место |
| Соревнование | Спортсмены          | Соперник Результат  | Соперник Результат   | Место            | Соперник Результат   | Соперник Результат   | Соперник Результат   | Место |
| ------------ | ------------------- | ------------------- | -------------------- | ---------------- | -------------------- | -------------------- | -------------------- | ----- |
| до 55 кг     | Башир Ахмад Рахмати | Группа 6            | Группа 6             | Группа 6         | Завершил выступление | Завершил выступление | Завершил выступление | 22    |
| до 55 кг     | Башир Ахмад Рахмати | RUSМ. Батиров П 0:4 | UZBД. Мансуров П 0:4 | 3                | Завершил выступление | Завершил выступление | Завершил выступление | 22    |

### Дзюдо
Женщины
| Соревнование | Спортсмены    | 1/16 финала              | 1/8 финала            | Четвертьфинал         | Полуфинал             | Финал                 | Место |
| Соревнование | Спортсмены    | Соперник Результат       | Соперник Результат    | Соперник Результат    | Соперник Результат    | Соперник Результат    | Место |
| ------------ | ------------- | ------------------------ | --------------------- | --------------------- | --------------------- | --------------------- | ----- |
| до 70 кг     | Фариба Резайе | ESPС. Бланко П 0000:1000 | Завершила выступление | Завершила выступление | Завершила выступление | Завершила выступление | —     |

### Лёгкая атлетика
Мужчины
Беговые виды
| Соревнование | Спортсмены  | Отборочный раунд | Отборочный раунд | Отборочный раунд | Четвертьфинал        | Четвертьфинал        | Четвертьфинал        | Полуфинал            | Полуфинал            | Полуфинал            | Финал                | Финал                |
| Соревнование | Спортсмены  | Забег            | Результат        | Место            | Забег                | Результат            | Место                | Забег                | Результат            | Место                | Результат            | Место                |
| ------------ | ----------- | ---------------- | ---------------- | ---------------- | -------------------- | -------------------- | -------------------- | -------------------- | -------------------- | -------------------- | -------------------- | -------------------- |
| 100 метров   | Масуд Азизи | 4                | 11,66            | 8                | Завершил выступление | Завершил выступление | Завершил выступление | Завершил выступление | Завершил выступление | Завершил выступление | Завершил выступление | Завершил выступление |

Женщины
Беговые виды
| Соревнование | Спортсмены      | Отборочный раунд | Отборочный раунд | Отборочный раунд | Четвертьфинал         | Четвертьфинал         | Четвертьфинал         | Полуфинал             | Полуфинал             | Полуфинал             | Финал                 | Финал                 |
| Соревнование | Спортсмены      | Забег            | Результат        | Место            | Забег                 | Результат             | Место                 | Забег                 | Результат             | Место                 | Результат             | Место                 |
| ------------ | --------------- | ---------------- | ---------------- | ---------------- | --------------------- | --------------------- | --------------------- | --------------------- | --------------------- | --------------------- | --------------------- | --------------------- |
| 100 метров   | Робина Мукимьяр | 6                | 14,14 (NR)       | 7                | Завершила выступление | Завершила выступление | Завершила выступление | Завершила выступление | Завершила выступление | Завершила выступление | Завершила выступление | Завершила выступление |